# Likgul dyngbagge
Likgul dyngbagge (Aphodius luridus) är en skalbaggsart som först beskrevs av Fabricius 1775.  Likgul dyngbagge ingår i släktet Aphodius, och familjen bladhorningar. Enligt den finländska rödlistan är arten nationellt utdöd i Finland. Enligt den svenska rödlistan är arten sårbar i Sverige. Arten förekommer i Götaland, Gotland och Öland. Arten har tidigare förekommit i Svealand men är numera lokalt utdöd. Artens livsmiljö är torra gräsmarker.